# Technische Universität Warschau

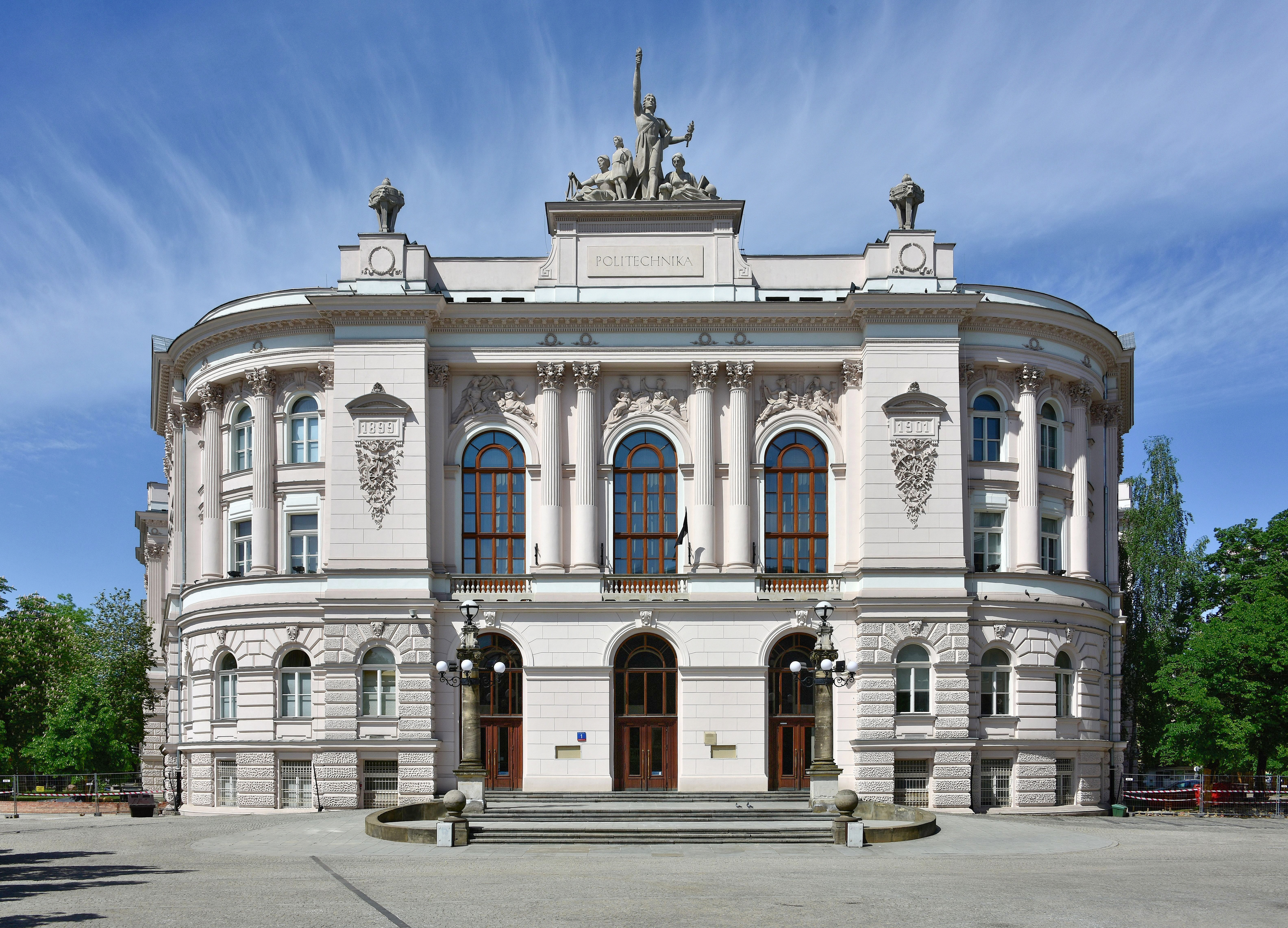
Hauptgebäude der Technischen Universität Warschau, bekrönt mit der Apotheose des Wissens (Pius Weloński)

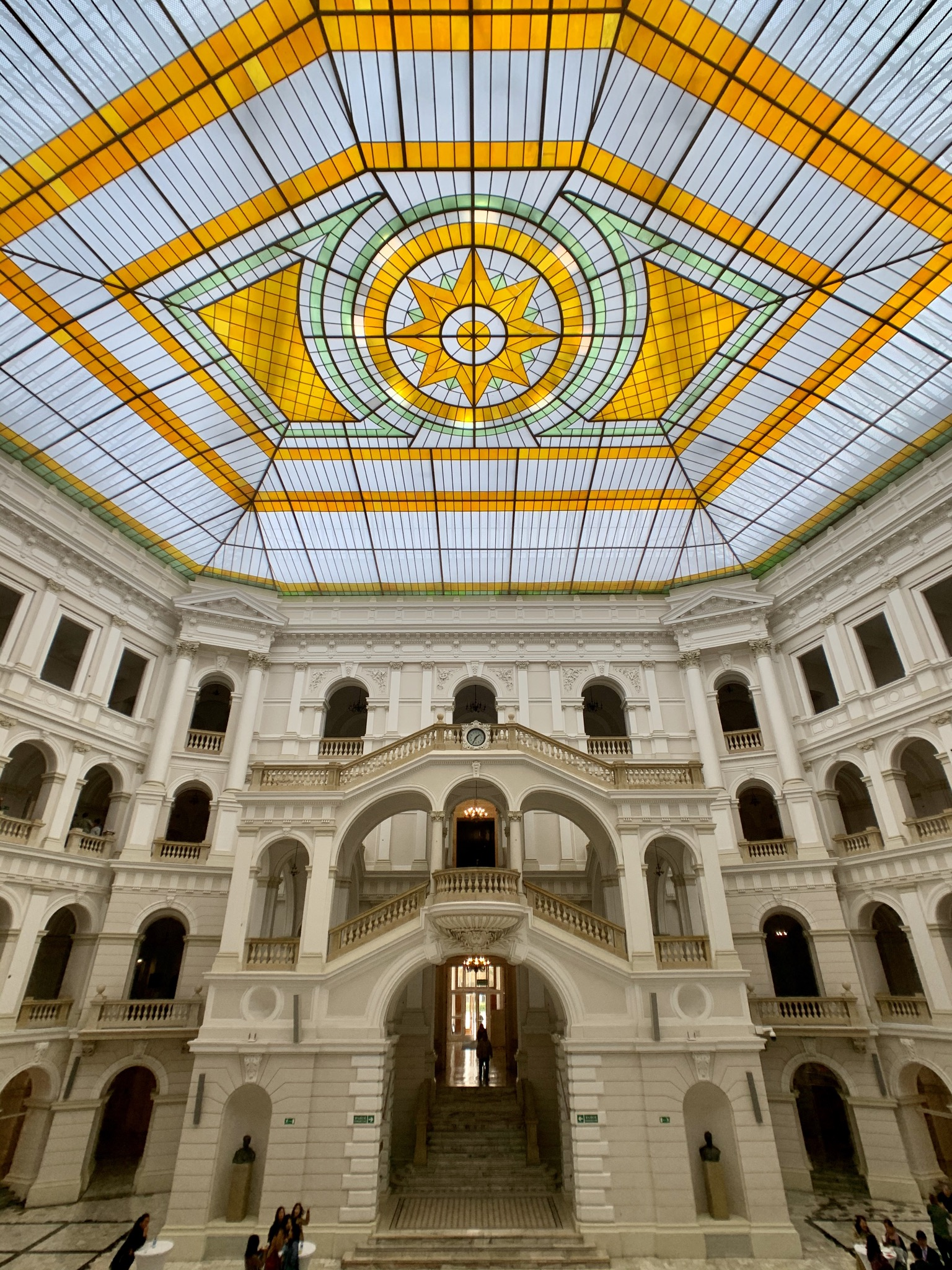
Aula des Hauptgebäudes der Technischen Universität Warschau

Die Technische Universität Warschau (polnisch Politechnika Warszawska) ist eine Technische Universität in der polnischen Hauptstadt Warschau mit rund 30.000 Studenten und 2.000 Lehrkräften (2005).
Die Technische Universität Warschau wurde 1826 gegründet und umfasst heute 17 Fakultäten. Rektor der Universität ist Jan Szmidt.
Im Jahr 2018 rangierte Times Higher Education die Universität innerhalb der 601-800-Band weltweit.

## Liste der Rektoren
| - Zygmunt Straszewicz 1915–1916 - Stanisław Patschke 1916–1917 - Jan Zawidzki 1918–1919 - Ignacy Radziszewski 1919–1921 - Antoni Ponikowski 1921 - Leon Staniewicz 1921–1923 - Antoni Ponikowski 1923–1924 - Czesław Skotnicki 1924–1926 - Ludwik Szperl 1926–1928 - Wojciech Świętosławski 1928–1929 - Andrzej Pszenicki 1929–1932 - Wiesław Chrzanowski 1932–1933 - Edward Warchałowski 1933–1936 - Józef Zawadzki 1936–1939 - Kazimierz Drewnowski 1939–1942 - Stefan Straszewicz 1942–1945 - Władysław Kuczewski 1945 | - Edward Warchałowski 1945–1952 - Jerzy Bukowski 1952–1953 - Władysław Araszkiewicz 1953–1954 - Aleksander Dyżewski 1954–1956 - Władysław Araszkiewicz 1956–1959 - Jerzy Bukowski 1959–1965 - Dionizy Smoleński 1965–1969 - Antoni Kiliński 1969–1970 - Mieczysław Łubiński 1970–1973 - Stanisław Pasynkiewicz 1973–1981 - Władysław Findeisen 1981–1985 - Zbigniew R. Grabowski 1985–1988 - Marek Roman 1988–1990 - Marek Dietrich 1990–1996 - Jerzy Woźnicki 1996–2002 - Stanisław Mańkowski 2002–2005 - Włodzimierz Kurnik 2005–2012 - Jan Szmidt seit 2012–2016 |

## Absolventen (chronologisch)
- Michał Kalecki (1899–1970), Ökonom
- Konrad Guderski (1900–1939), Ingenieur und Verteidiger der Polnischen Post in Danzig
- Marian Spychalski (1906–1980), Architekt und Politiker
- Michal Wituschka (1907–1945), Politiker und NS-Kollaborateur
- Andrzej Munk (1921–1961), Regisseur
- Wojciech Rychlewicz (1924–1926), Diplomat
- Stefan Kuryłowicz (1949–2011), Architekt
- Pablo Álvarez Fernández (* 1988), spanischer Ingenieur und ESA-Raumfahreranwärter